# Вебкаталог
Вебкатало́ги — це один зі способів організації та категоризації гіперпосилань на сайти. Це модеровані і тематично погруповані збірки сайтів.
Каталоги не дають змогу власникам сайтів (а також й іншим користувачам) зголошувати сайти разом з коротким описом до розгляду, а після перегляду і перевірки таке зголошення затверджується модератором каталогу. Категоризація сайту базується на змісті цілого сайту, а не окремих його сторінок або ключових слів. Залежно від принципів роботи каталогу сайт може бути приписаний до однієї чи до кількох категорій або підкатегорій.
Найбільш знаним та найстарішим каталогами були каталог Yahoo та DMOZ (нині закриті).

## Типи каталогів
- глобальні — сюди збираються ресурси з усього інтернету, часто такі каталоги є багатомовними.
- національні — каталоги, котрі містять вебресурси, орієнтовані на певні націю, або зі вмістом певною національною мовою
- регіональні — ресурси в таких каталогах мають відношення до певної місцевості — області, міста, району, села.
- тематичні — присвячується певній тематиці.

### Білі, сірі та чорні каталоги
- Білі каталоги: при реєстрації у білому каталозі вебмайстру не обов'язково давати на своєму сайті зворотне посилання. Втім, сторінка сайту, на якому є зворотне посилання, розміщується у каталозі вище, ніж сторінки інших сайтів. Каталог дає пряме посилання на сайт.
- Сірі каталоги: перед поданням заявки на реєстрацію сайту в сірому каталозі вебмайстер зобов'язаний розмістити зворотне посилання. Каталог дає пряме посилання на сайт.
- Чорні каталоги: при реєстрації у чорному каталозі вебмайстер зобов'язаний розмістити зворотне посилання. Каталог посилається на сайт через редирект.
- Каталоги сайтів з прямими посиланнями: при реєстрації сайту в даному каталозі веб майстер отримує відповідну пряму (без перенаправлення) посилання на свій сайт.
- Каталоги сайтів з посиланнями: реєстрація сайту в даному каталозі не дає посилання на реєстрований сайт. Посилання в таких каталогах дано через перенаправлення (редирект).
- Закриті каталоги: додавання сайтів в даний каталог може проводити тільки одна відповідальна особа.

### Платні, безкоштовні каталоги
- Платні каталоги — за реєстрацію сайту в даному каталозі береться плата. Вона може бути разова або за певний проміжок часу на який ви розміщуєте сайт. Зазвичай такі каталоги дуже якісні та дають пряме скануєме пошуковими роботами посилання на сайт.

- Безкоштовні каталоги — розміщення сайту в таких каталогах є безкоштовним.

## Адреси каталогів
- Каталог Yahoo — https://web.archive.org/web/20141220184104/http://dir.yahoo.com/
- ODP — http://dmoz.org [Архівовано 28 вересня 2006 у Wayback Machine.]
- Google — http://www.google.com [Архівовано 19 березня 2018 у Wayback Machine.]
- Bing (Microsoft) — http://www.bing.com [Архівовано 4 червня 2009 у Wayback Machine.]
- Baidu — http://www.baidu.com [Архівовано 1 серпня 2012 у Library of Congress]